# Edukacja dwujęzyczna

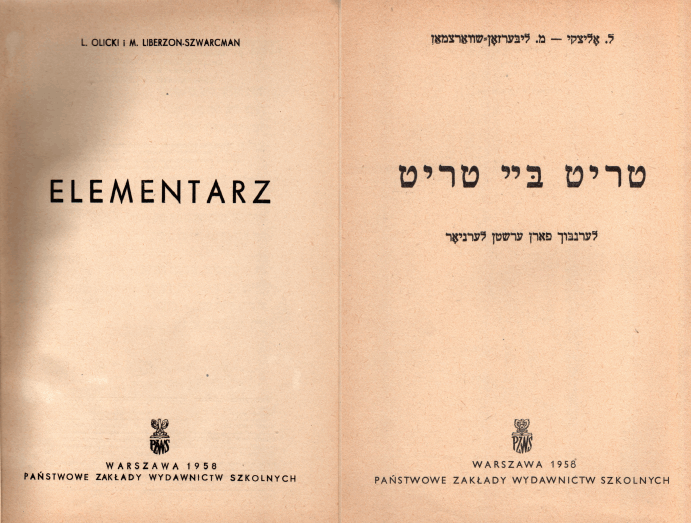
Elementarz (polsko-jidysz), Warszawa 1958

Edukacja dwujęzyczna – rodzaj kształcenia korzystający z dwóch języków wykładowych. W literaturze edukacyjnej i lingwistycznej można spotkać pojęcie edukacja bilingwalna (ang. bilingual education, kalka językowa oznaczająca edukację dwujęzyczną) wykorzystywane również do opisu kształcenia korzystającego z więcej niż dwóch języków.
UNESCO w 1999 roku określiło edukację wielojęzyczną (multilingual education) jako edukację wykorzystującą co najmniej trzy języki:
- język ojczysty
- język regionalny lub narodowy
- język międzynarodowy.

Dokładne zdefiniowanie edukacji dwujęzycznej jest trudne z powodu istnienia wielu definicji dwujęzyczności.
Colin Baker rozróżnił cztery typy edukacji dwujęzycznej:
| Typ edukacji      | Język ojczysty uczniów | Język wykładowy                                                          | Cele społeczne i edukacyjne      | Cele językowe                                                                             |
| ----------------- | ---------------------- | ------------------------------------------------------------------------ | -------------------------------- | ----------------------------------------------------------------------------------------- |
| Submersja         | Język mniejszości      | Język większości                                                         | Asymilacja                       | Jednojęzyczność w języku dominującym                                                      |
| Okres przejściowy | Język mniejszości      | Okres przejściowy z języka mniejszości do języka większości              | Asymilacja                       | Względna jednojęzyczność w języku dominującym (dwujęzyczność zubażająca lub subtraktywna) |
| Immersja          | Język większości       | Dwujęzyczność, z początkowym naciskiem na język obcy (język mniejszości) | Pluralizm i rozwój               | Dwujęzyczność (w mowie i piśmie)                                                          |
| Podtrzymanie      | Język mniejszości      | Dwujęzyczność, w naciskiem na język ojczysty (język mniejszości)         | Podtrzymanie, pluralizm i rozwój | Dwujęzyczność (w mowie i piśmie)                                                          |

Powyższe rozróżnienie dotyczy głównie dzieci imigrantów w nowym kraju i nie bierze pod uwagę innych sytuacji.
Edukacja dwu- i wielojęzyczna występuje także w państwach wielojęzycznych, w których istnieje więcej niż jeden język urzędowy, np. Szwajcaria, Luksemburg lub Indie.
W Katalonii i Kraju Basków edukacja może być prowadzona w języku hiszpańskim lub języku regionalnym (język kataloński lub język baskijski).
Edukacja dwujęzyczna może przybierać wielorakie formy w zależności od prestiżu danego języka w poszczególnych społeczeństwach i klasy społecznej rodziców.
- Elitarna dwujęzyczność (elite bilingualism) występuje zazwyczaj u wysoko wykształconych, społecznie mobilnych i dobrze sytuowanych uczniów. W tym przypadku uczony język jest najczęściej jednym z międzynarodowych języków przydatnych w biznesie, nauce lub polityce[5].

- Dwujęzyczność popularna (folk / popular bilingualism) występuje najczęściej u imigrantów lub ludzi posługującym się mniej prestiżowym językiem w danym państwie (np. ludy tubylcze w Ameryce Południowej)[6].

## Edukacja dwujęzyczna w Polsce
W Polsce powszechna edukacja dwujęzyczna nie została wprowadzona jako rozwiązanie systemowe z uwagi na brak większych mniejszości językowych. Jednak istnieje szereg publicznych i niepublicznych placówek edukacyjnych z dwoma lub więcej językami wykładowymi. W roku 2008 istniały w Polsce 123 szkoły publiczne (licea, gimnazja i – na zasadzie eksperymentu – szkoły podstawowe) z klasami dwujęzycznymi. Łącznie uczęszczało do nich 11500 uczniów. Drugim językiem wykładowym był język: angielski (41), niemiecki (30), francuski (29), hiszpański (16), rosyjski (1). Projekt reformy szkolnictwa w roku 2017 przewidywał możliwość tworzenia oddziałów dwujęzycznych od klasy VII szkoły podstawowej oraz klas wstępnych dla oddziałów dwujęzycznych w szkołach ponadpodstawowych.
Do tego należy dodać pewną liczbę szkół niepublicznych (społecznych i prywatnych) prowadzących edukację dwujęzyczną lub trójjęzyczną.
Ani Ministerstwo Edukacji Narodowej, ani kuratoria oświaty, ani Główny Urząd Statystyczny nie udostępniają na swoich stronach internetowych wydzielonych statystyk dotyczących liczby szkół i uczniów wielojęzycznych w Polsce, dlatego brak kompletnej, systematycznej i aktualnej informacji na ten temat.

## Mity nt. edukacji dwujęzycznej
Wokół tematu edukacji dwujęzycznej przez lata narosło wiele mitów. Polscy naukowcy jako najczęstsze wytypowali przekonania:
- że najkorzystniejsze dla dziecka jest dorastanie w środowisku jednojęzycznym;
- że wielojęzyczność jest osiągalna tylko dla ludzi, którzy z więcej niż jednym językiem mieli styczność od pierwszych miesięcy życia;
- że osoby dwu-/wielojęzyczne są wyjątkami na tle jednojęzycznej „normy”;
- że ludzie wielojęzyczni władają wszystkimi swoimi językami „perfekcyjnie”, na takim samym poziomie, jak osoby jednojęzyczne;
- że dwujęzyczność dzieci ma szkodliwy wpływ na rozwój językowy i poznawczy, co ma prowadzić do gorszych wyników w nauce;
- że wprowadzenie więcej niż jednego języka może skutkować zaburzeniami językowymi lub innymi brakami;
- że dziecko nie ma czasu na naukę więcej niż jednego języka, więc najlepiej, żeby przyswoiło tylko język otoczenia.

Są to szkodliwe stereotypy dawno obalone przez naukę, niestety wciąż podzielane przez wielu rodziców.